# Capota rígida retráctil

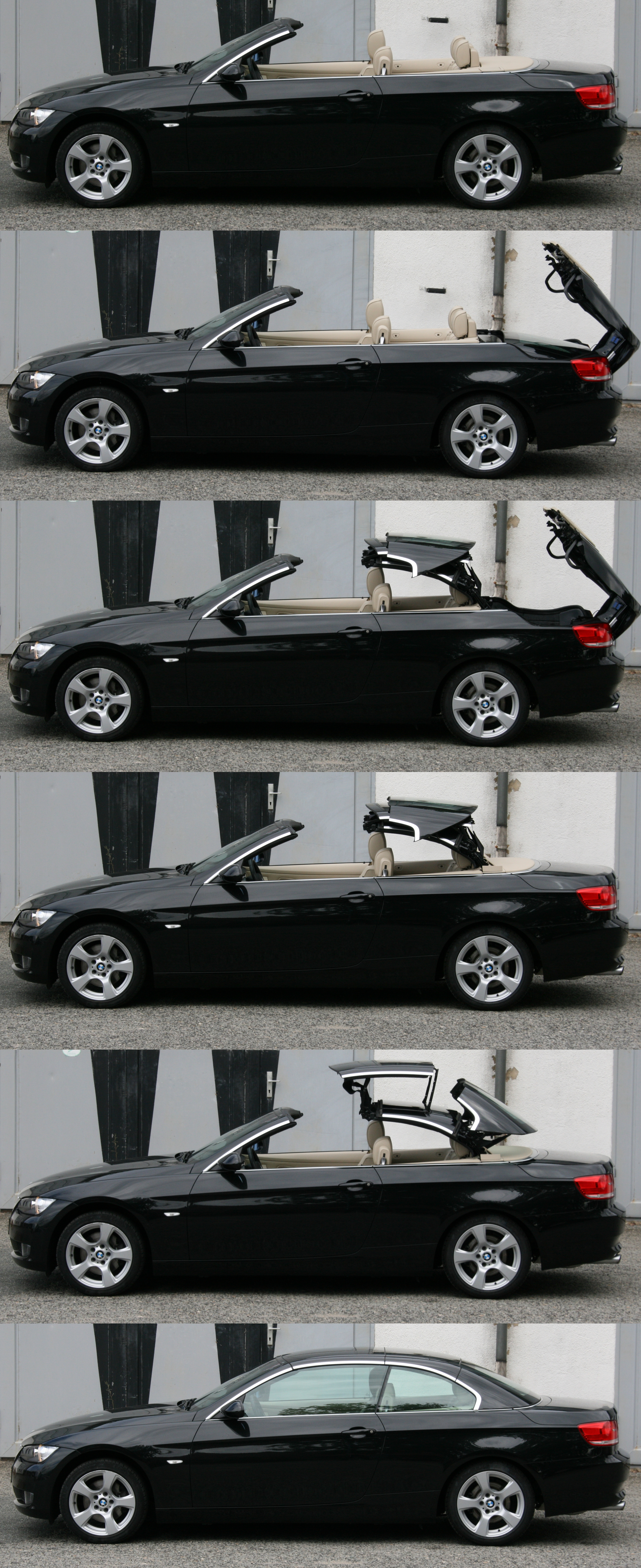
Apertura del techo rígido retráctil de un BMW Série 3 de 2008

Un automóvil con capota rígida retráctil, también conocido como "cupé convertible" o "cupé cabriolet", es un automóvil con un techo rígido capaz de plegarse automáticamente. A diferencia de los techos plegables de tela que utilizan los descapotables tradicionales, los techos de los modelos de capota rígida retráctil presentan un aspecto visual prácticamente igual al del resto de la carrocería del vehículo.  
Los beneficios de un mejor control de la impermeabilización y de la climatización del habitáculo, así como la mayor seguridad en caso de vuelco, se compensan con una mayor complejidad mecánica, costo, peso y, a menudo, una capacidad de equipaje reducida.
Un artículo de 2006 de The New York Times sugirió que el techo rígido retráctil puede presagiar la desaparición del convertible con techo textil, y un artículo de 2007 de The Wall Street Journal sugirió que "cada vez más convertibles están evitando las capotas de tela blanda en favor de sofisticados techos plegables de materiales metálicos, haciéndolos prácticos en todos los climas, y durante todo el año".

## Historia
1919 Ben P. Ellerbeck concibió un techo rígido retráctil, un sistema operado manualmente en un cupé Hudson que permitía el uso sin obstáculos del transportín incluso con el techo bajado, pero nunca llegó a la fase de producción.
1931 Georges Paulin hizo pública su idea al solicitar una patente sobre un diseño de techo duro desmontable, que en última instancia podría guardarse automáticamente en el maletero trasero de un automóvil, debajo de una tapa trasera con bisagras localizadas detrás.
1932 El sistema de patentes francés otorgó a Georges Paulin la patente número 733.380 para su sistema de techo Eclipse, el 5 de julio de 1932.
1934 El techo rígido retráctil Eclipse de Paulin se presentó por primera vez en el Peugeot 401D Éclipse Décapotable, un cupé convertible. En 1933, Paulin mostró sus diseños al carrocero Marcel Pourtout, quien lo contrató como diseñador principal, y en 1934 equiparon primero un Peugeot 401D, seguido de un 601C, con techos y carrocería "Eclipse", en un chasis proporcionado por Emile Darl'mat. En el mismo año, un Lancia Augusta de fabricación francesa, también se construyó con la configuración "Eclipse".
1935 Peugeot compró la patente de Paulin e introdujo ese mismo año el primer techo rígido retráctil motorizado producido en fábrica, con el "402BL Éclipse Décapotable", de los cuales se construyeron unos 470.
Pourtout siguió construyendo modelos personalizados diseñados por Paulin para otras marcas como Delage y Panhard, y convertibles cupé "Eclipse" basados en los Peugeot 301, 401, 601, 302 y 402.
1941 Chrysler presentó un prototipo de automóvil de techo rígido retráctil, el Chrysler Thunderbolt.
1947 La compañía estadounidense Playboy Automobile Company comercializó uno de los primeros convertibles producidos en serie, con un techo retráctil que constaba de más de una sección. Se fabricaron 97 unidades, hasta su quiebra en 1951.

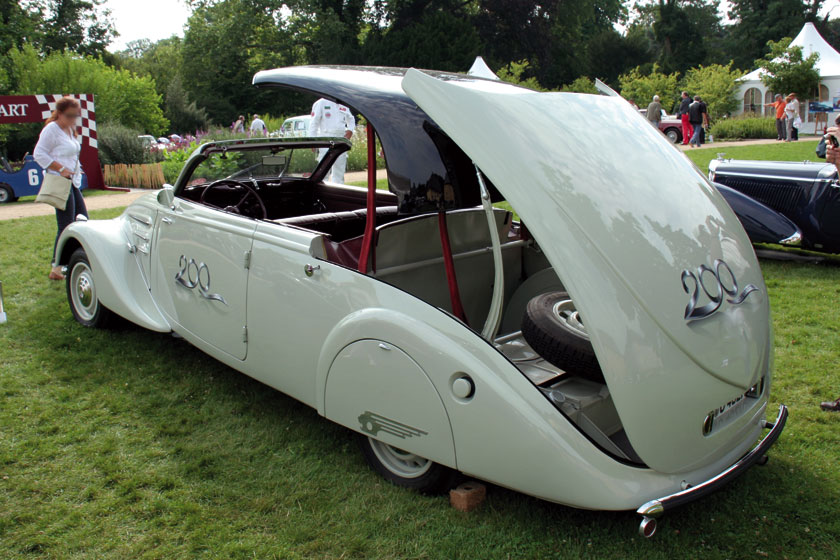
Peugeot 402 Eclipse Decapotable de 1938

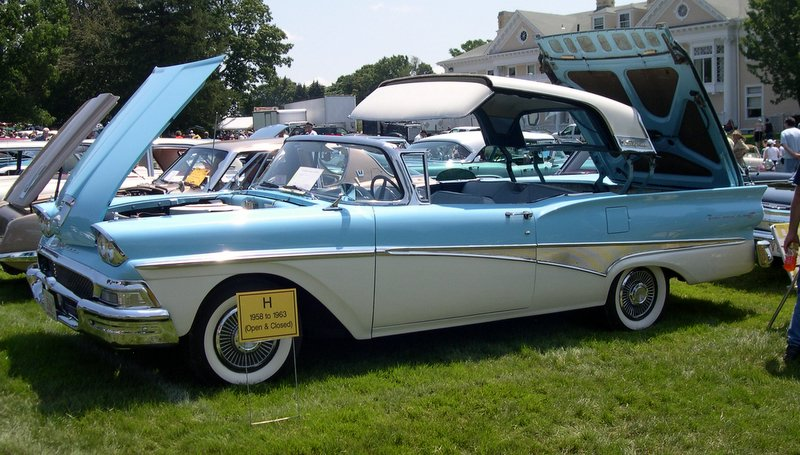
Ford Fairlane 500 Skyliner de 1958 con el techo a medio plegar

1953 Ford gastó alrededor de dos millones de dólares (unos 22 776 119 dólares de 2023 ) para diseñar el Continental Mark II con un techo retráctil servooperado. El proyecto fue dirigido por Ben Smith, un dibujante de 30 años. El modelo finalmente no tuvo aceptación por razones de costos y de comercialización. El trabajo de ingeniería se recicló a la División Ford, que utilizó el mecanismo retráctil en su buque insignia, el Ford Fairlane 500 Skyliner de 1957-1959 después de que se gastaran otros 18 millones de dólares más (unos 195 270 142 de dólares de 2023 ).
1955 Los hermanos Ed y Jim Gaylord mostraron su primer prototipo en el Salón del Automóvil de París de 1955, pero el coche no llegó a producirse.
1957 Ford introdujo el Fairlane 500 Skyliner en los Estados Unidos. Se construyeron un total de 48.394 unidades entre 1957 y 1959. La capota retráctil se destacó por aceptable fiabilidad a pesar de ser muy compleja antes de que se dispusiera de circuitos de control transistorizados. Su mecanismo contenía 10 relés de potencia, 10 sensores, cuatro motores de bloqueo, tres motores de accionamiento y de ocho disyuntores, así como de 610 pies (185,9 m) de cable eléctrico, y podía subir o bajar la capota en unos 40 segundos. El Skyliner era un reclamo comercial, poco práctico por el poco espacio disponible para el equipaje y que costaba el doble que un Ford sedán básico.

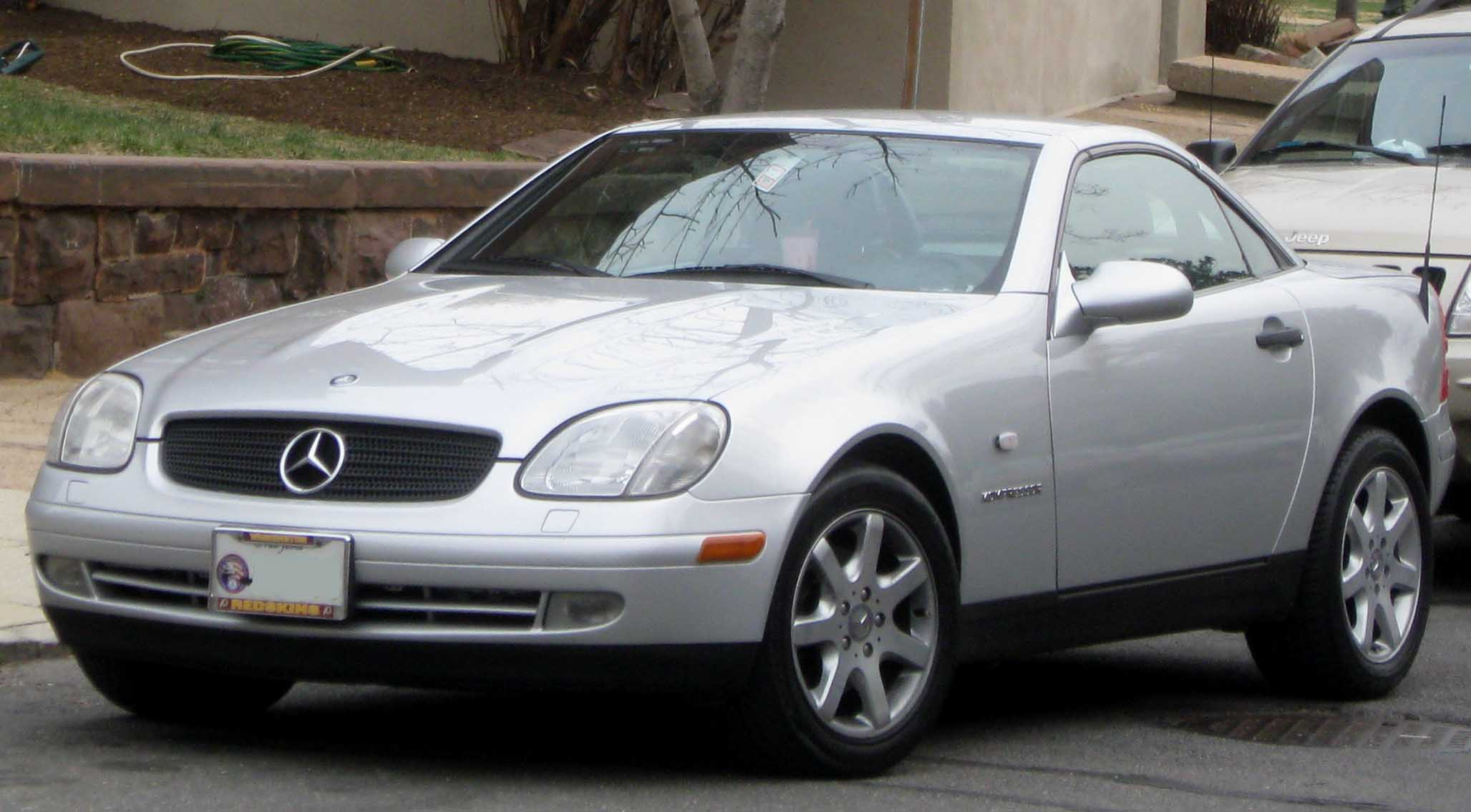
El Mercedes SLK de 1996 fue un gran éxito de ventas, y muchas otras marcas también introdujeron modelos cupé-convertibles

1989 Toyota introdujo un moderno de techo rígido retráctil, el MZ20 Soarer Aerocabin. El automóvil presentaba un techo rígido plegable eléctrico y se comercializaba como un biplaza con un área de carga detrás de los asientos delanteros. La producción fue de 500 unidades.
1995 Se comercializó en los EE. UU. el Mitsubishi GTO Spyder de ASC El diseño fue popularizado aún más por automóviles como el Mercedes-Benz Clase SLC de 1996 y el Peugeot 206 CC de 2001.
2006 Peugeot presentó un prototipo convertible de techo rígido retráctil de cuatro puertas, el Peugeot 407 Macarena. La capota del Macarena, producida por el especialista francés en carrocería Heuliez, se puede plegar en unos 30 segundos. Tiene una viga de refuerzo detrás de los asientos delanteros que incorpora pantallas LCD para los pasajeros traseros en el travesaño.

## Construcción
Los techos rígidos retráctiles suelen estar hechos de entre dos y cinco secciones de metal o plástico, y a menudo disponen de tapas del maletero complejas de doble bisagra que permiten alojar la capota retráctil en su parte delantera y también los paquetes o el equipaje en la parte trasera. El maletero también incluye a menudo un elemento divisor para evitar que el equipaje pueda interferir con la operación de plegado del techo rígido.

### Variaciones
- El Volkswagen Eos cuenta con un techo retráctil de cinco segmentos, donde una sección es en sí misma un techo corredizo transparente que se desliza independientemente.[2]
- El techo rígido del Mercedes SL presenta una sección de vidrio que gira durante el plegado para lograr un apilamiento más compacto.
- El Mazda MX-5 (NC) de tercera generación estaba disponible con un techo rígido retráctil eléctrico opcional, en lugar del techo textil plegable estándar. En comparación con la capota blanda normal, la capota rígida pesaba 77 lb (34,9 kg) más, pero no se reducía la capacidad de carga.[18] El MX-5 fue uno de los pocos coches que ofreció opciones convertibles con techo rígido y techo blando. El techo rígido fue construido en policarbonato y fabricado por la firma alemana Webasto.[19]
- El techo rígido retráctil del Chrysler Sebring (y su sucesor el Chrysler 200) también se comercializa junto con una versión de techo blando. Según el ingeniero de desarrollo Dave Lauzun, durante la construcción, las capotas producidas por Karmann se colocan en una carrocería que es en gran parte la misma, y tanto la capota blanda como la retráctil cuentan con la misma cubierta de lona desplegable automáticamente, divisor del maletero y espacio para equipaje.[20] El retráctil tiene un refuerzo cruzado que forma su armazón, no incluido en el techo blando.

## Comparación con las capotas textiles
Las ventajas del techo rígido retráctil incluyen:
- Más resistente a la intemperie cuando se levanta el techo
- Permite disponer de una luneta térmica trasera para evitar la formación de vaho o de hielo
- Más seguro que las capotas de tela[2][21]
- Aumento de la rigidez estructural
- Puede permitir simplificar la gama de automóviles de un fabricante, como por ejemplo el BMW Z4 (E89), que se ofreció solo como cupé-convertible (techo rígido), en comparación con la generación anterior del E85, que tenía variantes separadas de cupé y cabriolet (de techo blando).

Las desventajas del techo rígido retráctil incluyen:
- Mayor costo inicial
- Mayor complejidad mecánica
- Espacio para el pasajero y el maletero potencialmente reducido en comparación con un convertible con capota blanda.[22][23]
- Mayor peso y centro de gravedad más alto que los convertibles de capota textil, lo que afecta potencialmente a su manejo.[24][22][23]
- Posible necesidad de un espacio libre superior al mínimo mientras se opera el techo rígido. Por ejemplo, el Volvo C70 requiere 6,5 pies (2 m) de espacio libre vertical durante la operación de despliegue del techo,[25] el Cadillac XLR requiere 6 pies 10+1/2 plg (2 m) de espacio libre vertical, y la tapa del maletero del Mercedes-Benz Clase SLC (2015) se extiende hacia atrás mientras se baja o levanta la parte superior.

## Galería
|  |  |  |  |

|  |  |  |  |